# Indygokarmin
Indygokarmin, indygotyna – organiczny związek chemiczny, disulfonowa pochodna indyga, niebieski barwnik syntetyczny, wskaźnik pH i wskaźnik redoks. Stosowany jest w medycynie, przemyśle barwników (między innymi jako barwnik spożywczy o numerze E132) i jako odczynnik chemiczny.
| Indygokarmin | Indygokarmin | Indygokarmin |
| ------------ | ------------ | ------------ |
| pH < 11,7    | ⇄            | pH > 14,0    |

Jako wskaźnik pH, w roztworach silnie zasadowych przyjmuje barwę żółtą, w innych zaś niebieską; w pH pośrednim ma barwę zieloną. Zmiana barwy zachodzi w zakresie pH 11,7–14,0.
Może być stosowany jako wskaźnik redoks (niebieski w formie utlenionej, żółty w formie zredukowanej), gdyż łatwo i odwracalnie ulega redukcji do leukoindygokarminu, za pomocą na przykład pyłu cynkowego lub glukozy. Podczas stopniowej redukcji cukrem w środowisku zasadowym barwa roztworu zmienia się na żółtą, poprzez pośredni związek o barwie czerwonej. Leukoindygokarmin jest czułym wskaźnikiem umożliwiającym wykrywanie tlenu.